# 正典
正典源自希臘語, kanōn，意為「規則；量尺」，英語為Canon。

## 正典簡介
在基督宗教，因教父時期為了系統化神學內容以回應異端的挑戰，乃將整個基督宗教的經典分為正典、次經與偽典三個層級。正典是完全可靠的經典，現在通用的拉丁版聖經便是在這一次的集結中定本。「次經」是一些還不能完全確定是先知或其使徒本人出作的作品，不過次經的內容通常無損於正統神學的內涵，因此仍有參考的價值。最後一個級等的「偽典」便是指那些「次經以外的著名」，內容是一些未能確定真偽的著作，或是不符合正統神學。

## 正典列表
舊約聖經
新約聖經

## 正典的形成
最早是摩西五經，也稱律法書（申11：24-6）。以斯拉時除了五經外，尚有部份歷史書，稱為神的書（拉7：6；民8：5）。舊約聖經有39卷。舊約在主前四百年集成。耶穌和使徒所引用的聖經都是舊約聖經（彼後3:16），其中只猶大書引用偽經以諾書（v. 14）。
新約初期視保羅書信為權威在教會誦讀。四福音及保羅卷書信在130年便為大部分教會接納。教會有許多作品深得尊重，還視之為正典。
約160年馬吉安提出他的新約目錄，不過當時原始正統(proto-orthodox)教會視馬吉安為異端，馬吉安的新約目錄不被接納。419年，新約27卷在迦太基會議中被正式接納。
有稱耶穌是基督宗教的創始人，只以口頭表述的方式傳教，直到死後才有文字的記載。這無疑是一種對基督宗教的誤解。(請注明此説法的出處。）

### 外部連結
- 聖經的簡介和可靠性討論 （页面存档备份，存于）